# Tortkuduk
Die Tortkuduk-Uranmine ist ein Bergwerk zur Gewinnung von Uranerz im nördlichen Türkistan in der Nähe des Ortes Suzak. Tortkuduk wird betrieben durch Katco, ein Joint Venture zwischen dem französischen Unternehmen Areva und dem kasachischen Unternehmen Kazatomprom. Der Uranabbau wurde 2008 begonnen. Mit 2.550 Tonnen Uran im Jahr 2013 ist Tortkuduk das größte Uranbergwerk Kasachstans.

## Geographie
Das Bergwerk befindet sich im Norden des Gebietes Türkistan in der Nähe des Ortes Taikonur. Es liegt etwa 150 Kilometer nördlich von Türkistan und 290 Kilometer östlich von Qysylorda.

## Vorkommen
Im Gebiet Türkistan gibt es mehrere Uranlagerstätten in Sandstein in unterschiedlicher Größe. Die Tortkuduk-Uranmine besteht wegen seiner großen Ausdehnung aus vier Bereichen: Muyunkum-Süd, Tortkuduk-Süd, Tortkuduk-Nord und Tortkuduk-Zentral. Die Uranreserven der gesamten Mine liegen bei rund 24.000 Tonnen Uranerz.

## Geschichte
Die Entwicklung des Bergwerks begann 2004 mit der Unterzeichnung einer Vereinbarung zwischen Areva und Kazatomprom über die gemeinsame Förderung von Uran an diesem Standort. Mit der Förderung wurde 2008 begonnen.